# Водоём (картина)
«Водоём» — картина русского художника Виктора Борисова-Мусатова в собрании Третьяковской галереи. В Русском музее находится её версия под названием «У водоёма».

## О картине
Картина «Водоём» написана летом 1902 года в Зубриловке — в самый счастливый период в жизни художника: критики отметили художника, его картины пользовались успехом, и девушка, в которую он долгое время был влюблён, дала ему согласие выйти замуж. Именно свою невесту, Елену Владимировну Александрову, (девушка, сидящая на берегу в синем платье), а также сестру Елену Борисову-Мусатову (стоящая девушка в розовом платье) художник изобразил на картине. Но при этом Борисов-Мусатов не пытался написать их портреты, а лишь передать образы двух молодых девушек.

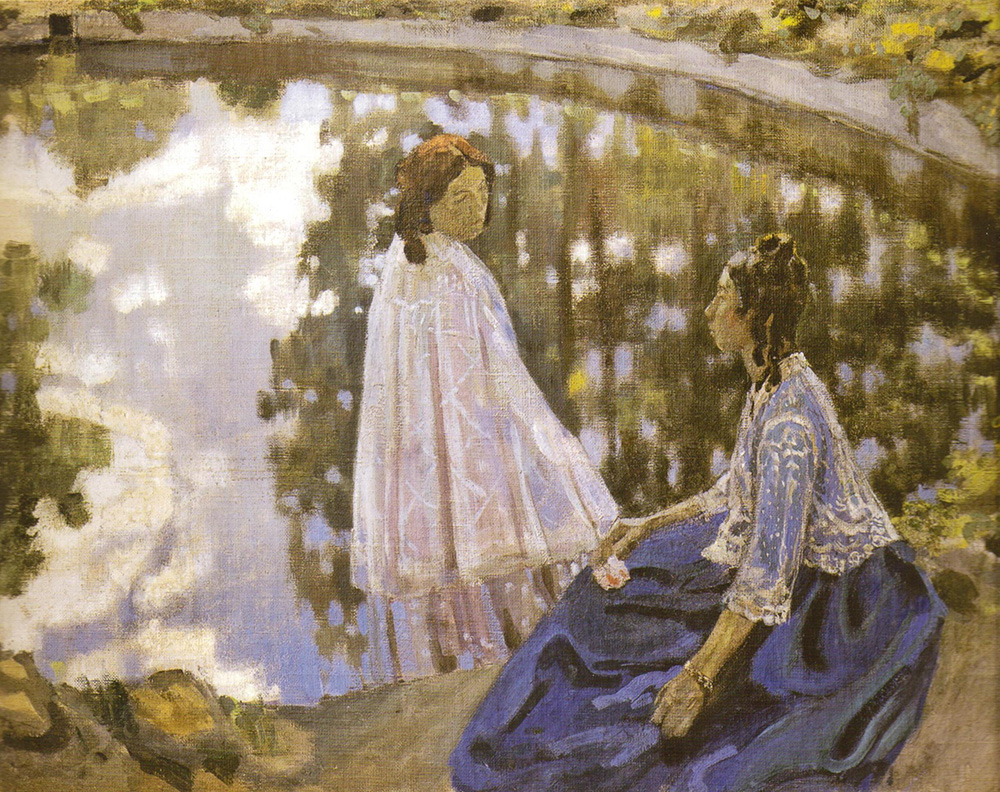
Версия в Русском музее

Картина поразила современников своей новизной красок и поэтичностью. Большое внимание на картине уделено природе: спокойной и безмятежной. В воде отражаются небо и деревья, и, по сути, весь пейзаж, представленный на картине, находится именно в отражении в водоёме. Фигуры двух девушек сдвинуты к правому краю. В них нет той безмятежности, которую художник отобразил в природе. В самом же сюжете нет повествовательности — нет никакого конкретного действия.
В. Станюкович писал о встрече с картиной: 
Мы пришли к Виктору из мутной жизни. Мы были ослеплены, красками, не понимали… Изумленные, мы сидели перед картиной и долго молчали. Стояла тишина. Виктор ходил в другой комнате. «Как хорошо… Боже, как хорошо!» — прошептал кто-то тихо. И широкая струя счастья залила наши сердца, словно не было низенькой мастерской, дождя за окном, этих длинных провинциальных буден. Мы сразу встрепенулись, заговорили, зашумели — счастливые, радостные. И Виктор улыбался, радостно смущенный.